# Brodac Donji
Brodac Donji (cyr. Бродац Доњи) – wieś w Bośni i Hercegowinie, w Republice Serbskiej, w mieście Bijeljina. W 2013 roku liczyła 668 mieszkańców.